# Girolamo Ticciati
Girolamo Ticciati (1679-1745) est un sculpteur et un architecte baroque italien actif à Florence.

## Biographie
Né à Florence le 20 février 1679, il est issu d'une famille de médecins. En plus de ses talents artistiques, il avait une solide formation littéraire et était reconnu comme poète. Après avoir étudié avec Giovanni Battista Foggini, il a commencé sa carrière en tant que sculpteur et architecte à la cour impériale de Vienne en 1708. Son travail a été remarqué et il est devenu ingénieur théâtral. De retour en Italie après la mort de l'empereur Joseph I, il a poursuivi sa carrière en se concentrant sur des projets architecturaux et sculpturaux à Florence. Ticciati était un artiste polyvalent, alliant ses talents dans la sculpture et l'architecture, tout en étant également reconnu pour ses contributions à l'historiographie.

### Architecture
- Santuario del Santissimo Crocifisso dei Miracoli (it), Borgo San Lorenzo,
- Basilica dei Santi Vincenzo e Caterina de' Ricci (it), Prato, avec Giovan Battista Bettini.

### Sculpture
- Tombeau de Galileo Galilei, avec Giovanni Battista Foggini, Florence, basilique Santa Croce.
- Fra' Giovanni da Salerno (1735), Florence, cloître de Santa Maria Novella.
- L'Archange Raphaêl et saint Jean de Dieu au secours d'un pauvre (1737), Florence, ancien hôpital Saint Jean de Dieu.
- Gloria di San Giovanni Battista, Baptistère Saint-Jean-Baptiste, Florence, Museo dell'Opera del Duomo.
- Architettura, Florence, Palazzo Rinuccini (it).
- San Pietro, San Piero a Sieve.
- Verità, Londres, Victoria and Albert Museum.

Œuvres de Girolamo Ticciati
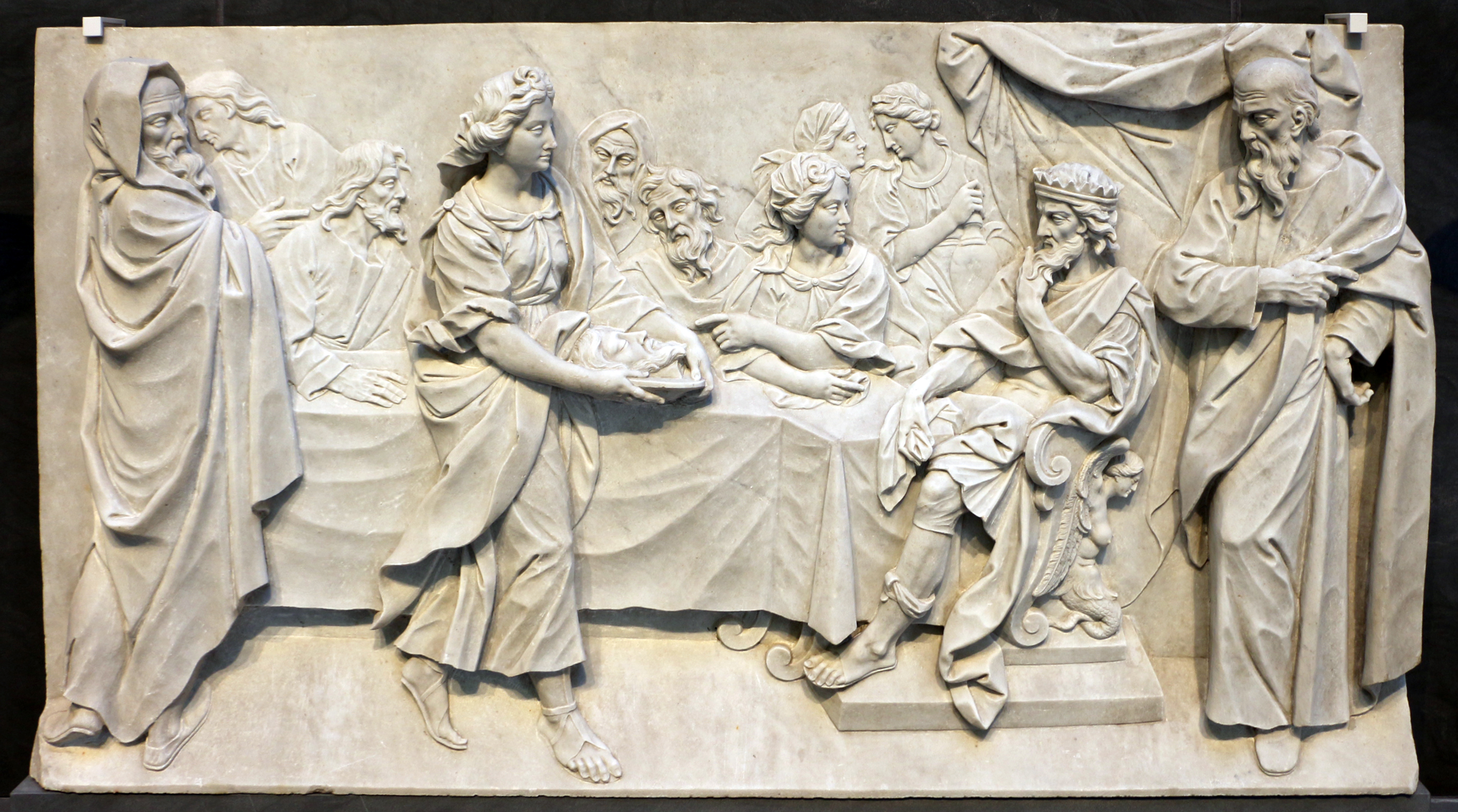
Le Festin d'Hérode (vers 1732), Florence, Museo dell'Opera del Duomo.
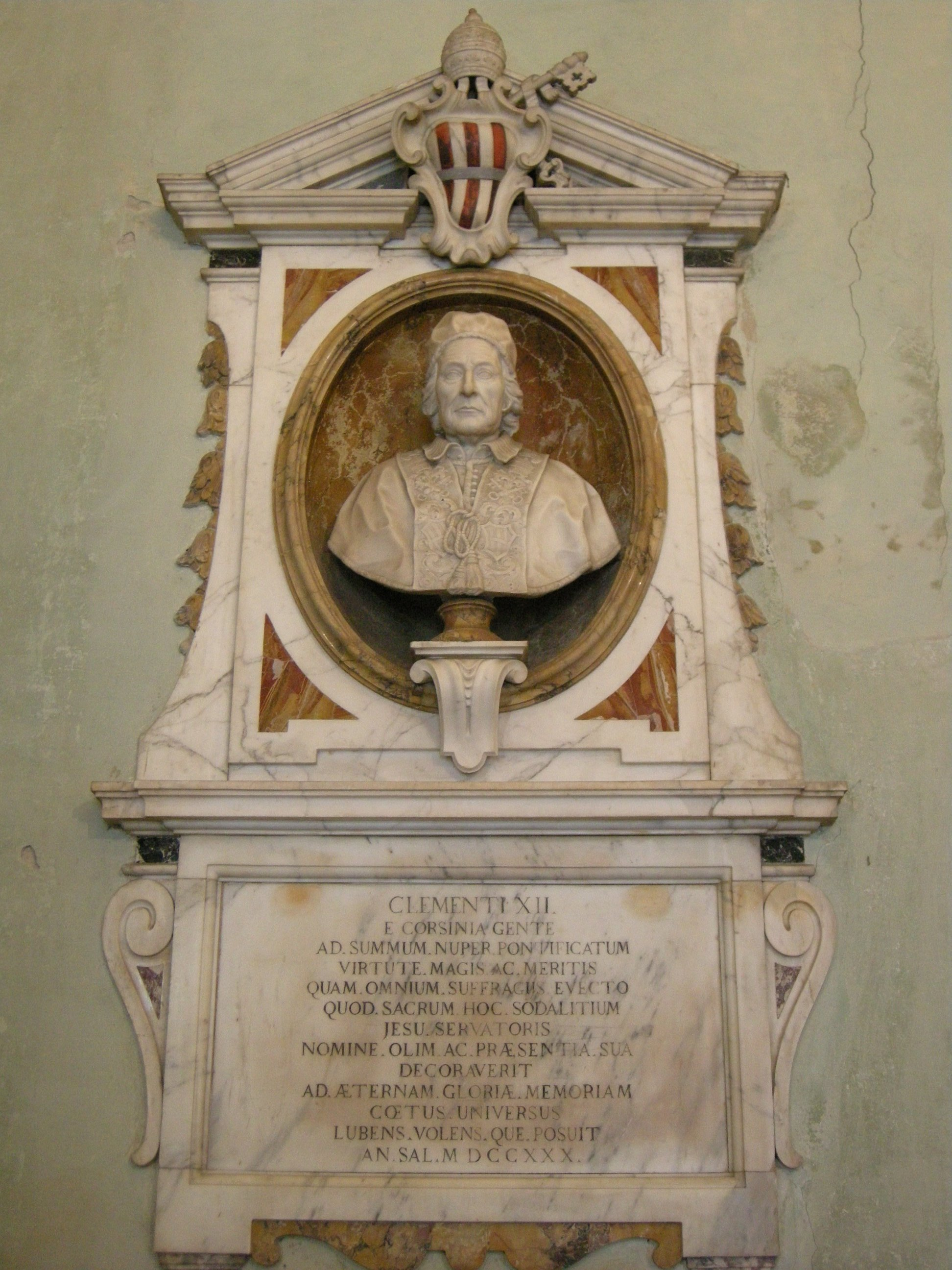
Buste de Clément XII, Florence, basilique Santo Spirito.
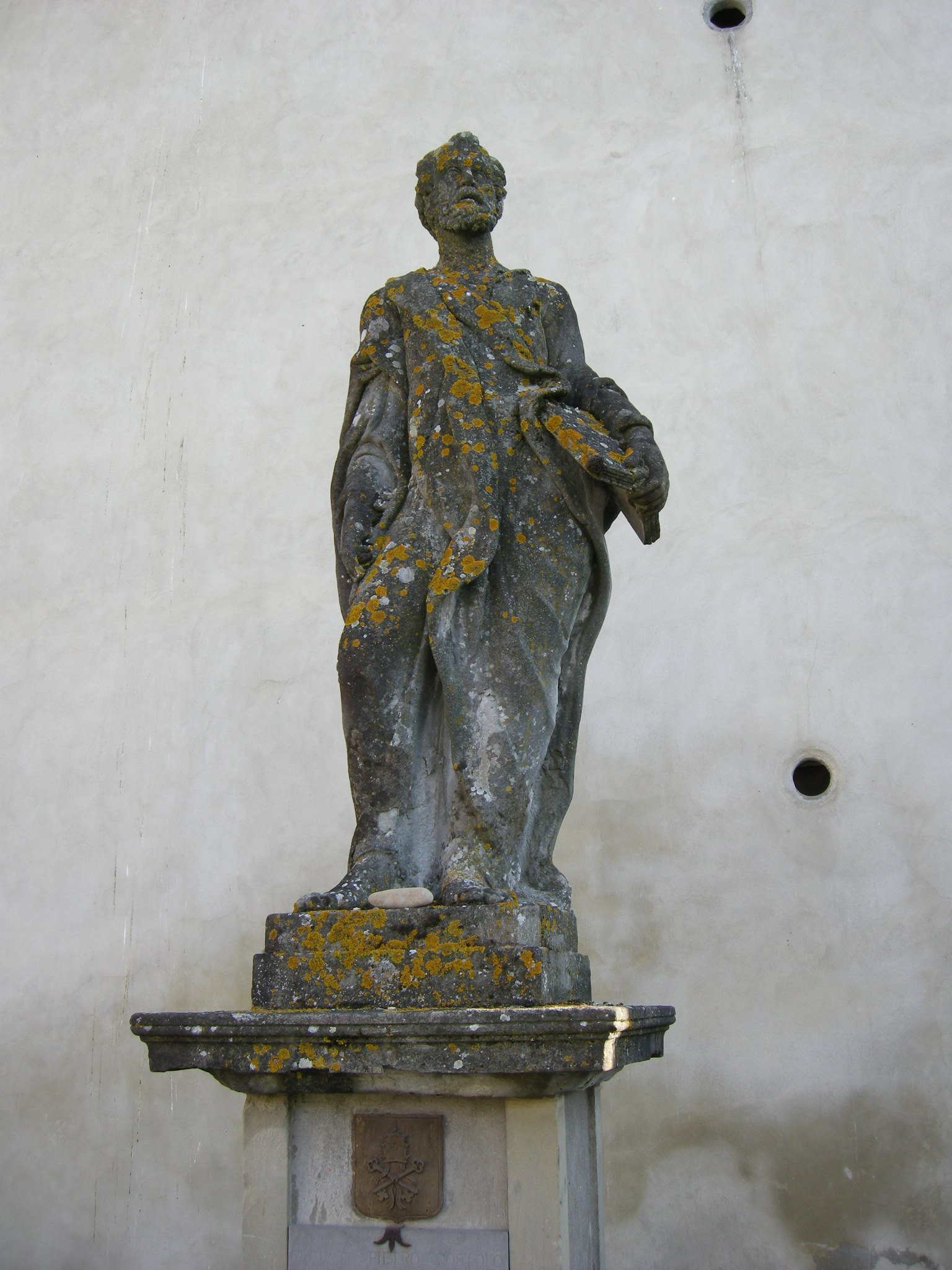
Girolamo Ticciati, San Piero a Sieve, Pieve di San Pietro.
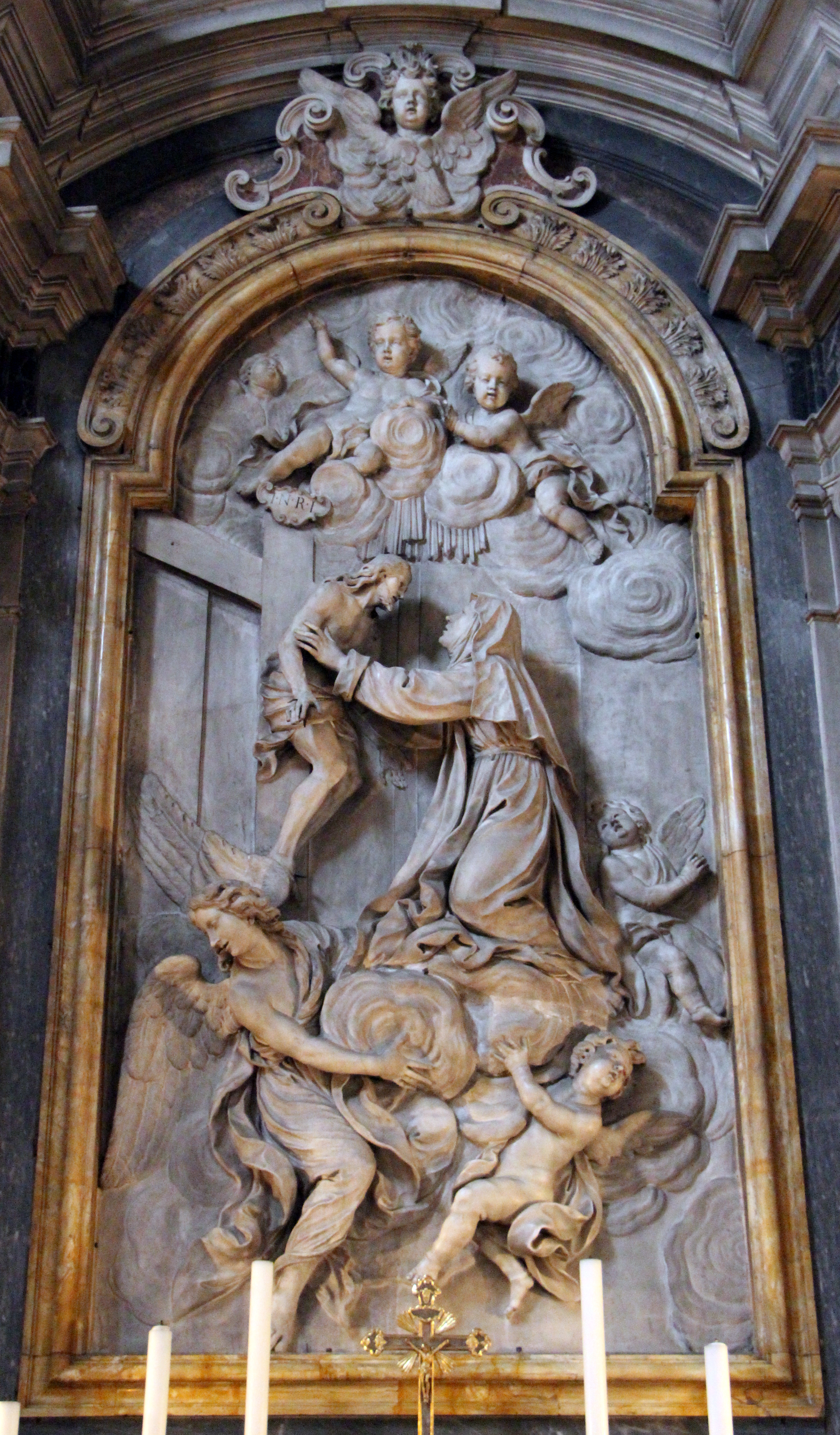
Le Miracle de sainte Caterina De 'Ricci embrassant le Crucifix (1733-1734), Prato, basilique Santi Vincenzo et Caterina de 'Ricci.
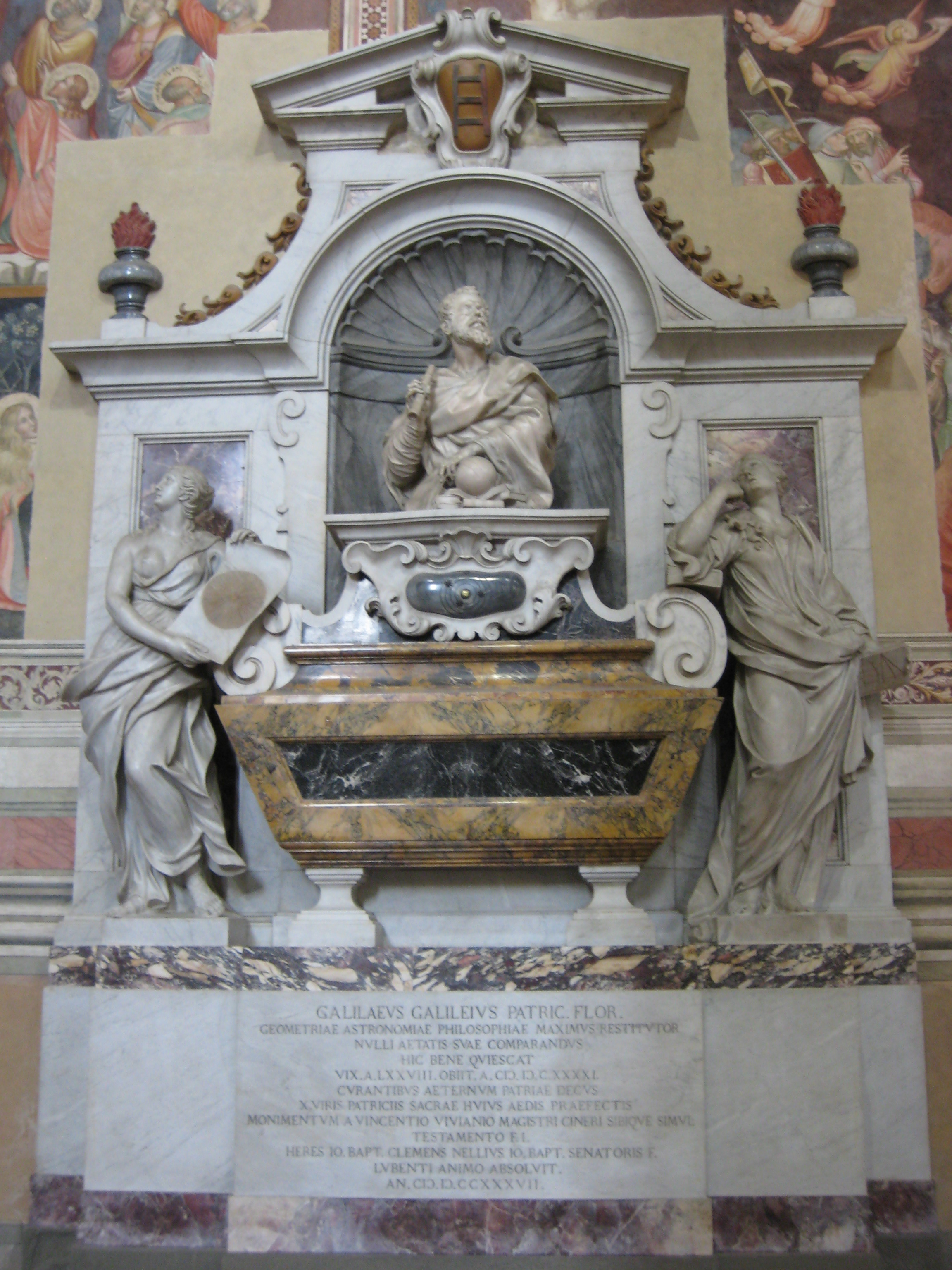
Tombeau de Galilée, avec Giovanni Battista Foggini, Florence, basilique Santa Croce.
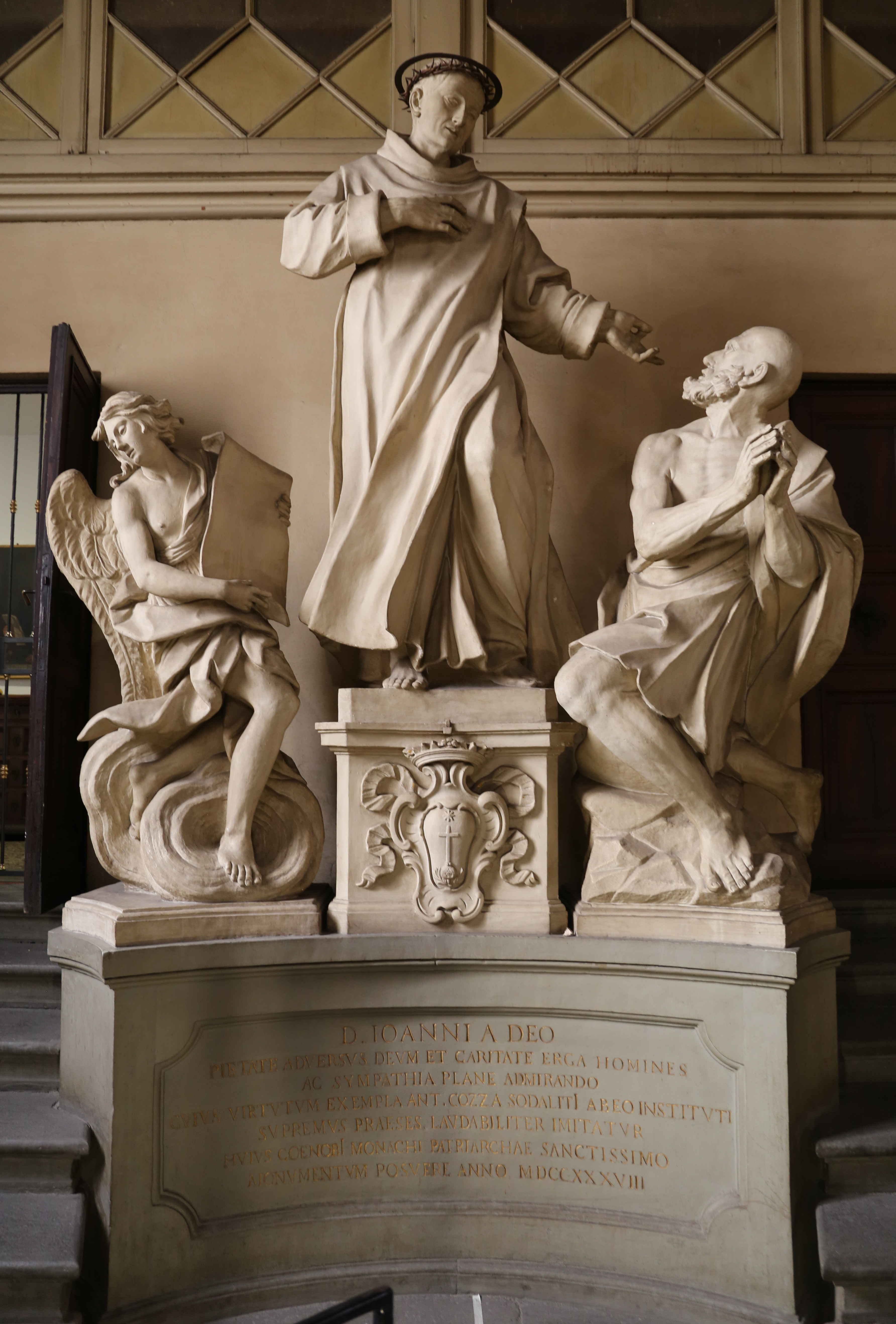
Saint Jean de Dieu (1737), Florence, ancien hôpital Saint Jean de Dieu.